# Кубок Суперлиги Китая по футболу
Кубок Суперлиги Китая по футболу (кит. 中国足球协会超级联赛杯) — ранее существовавший турнир для команд, представляющих Суперлигу Китая по футболу, проводимый Китайской футбольной ассоциацией в 2004—2005 годах. В дальнейшем в чемпионате Китая проводился матч за Суперкубок Китая по футболу, в котором встречались победитель Суперлиги и обладатель Кубка Китайской футбольной ассоциации. 

## История
Кубок Суперлиги Китая по футболу был основан в первом сезоне после образования Суперлиги Китая по футболу как дополнительный турнир, так как для 12 клубов, первоначально входивших в Суперлигу, проводимых матчей было недостаточно. Однако уже в 2006 году было решено отказаться от формата, а Суперлига была расширена до 15 команд-участниц. Китайская футбольная ассоциация планировала реорганизовать кубок в 2013 году, однако план был отвергнут большинством клубов Суперлиги.

## Результаты
- 2004: Шаньдун Лунэн 2:0 Шэньчжэнь Цзяньлибао
- 2005: Ухань Хуанхэлоу 3:1 Шэньчжэнь Цзяньлибао (общий счёт)